# Isaac Leffler
Isaac Leffler (* 7. November 1788 im Washington County, Pennsylvania; † 8. März 1866 in Chariton, Iowa) war ein US-amerikanischer Politiker. Zwischen 1827 und 1829 vertrat er den Bundesstaat Virginia im US-Repräsentantenhaus.

## Werdegang
Isaac Leffler war der ältere Bruder des Kongressabgeordneten Shepherd Leffler (1811–1879). Er wurde auf der Plantage Sylvia’s Plain seines Großvaters geboren und besuchte danach die öffentlichen Schulen seiner Heimat. Danach absolvierte er das Jefferson College in Canonsburg. Nach einem anschließenden Jurastudium und seiner Zulassung als Rechtsanwalt begann er in Wheeling in diesem Beruf zu arbeiten. Gleichzeitig schlug er eine politische Laufbahn ein. Zwischen 1817 und 1833 saß er mehrfach im Abgeordnetenhaus von Virginia. 1827 gehörte er dem Staatsausschuss für öffentliche Arbeiten an. In den 1820er Jahren schloss er sich der Bewegung gegen den späteren Präsidenten Andrew Jackson an und wurde Mitglied der kurzlebigen National Republican Party.
Bei den Kongresswahlen des Jahres 1826 wurde Leffler im 18. Wahlbezirk von Virginia in das US-Repräsentantenhaus in Washington, D.C. gewählt, wo er am 4. März 1827 die Nachfolge von Joseph Johnson antrat. Da er im Jahr 1828 nicht bestätigt wurde, konnte er bis zum 3. März 1829 nur eine Legislaturperiode im Kongress absolvieren. Diese war von den heftigen Diskussionen zwischen den Anhängern und Gegnern von Andrew Jackson geprägt.
1835 zog Isacc Leffler in das Michigan-Territorium, wo er sich im Gebiet des heutigen Des Moines County im zukünftigen Staat Iowa niederließ. In seiner neuen Heimat praktizierte er zunächst als Anwalt. Im Jahr 1836 war er dort auch Richter. Nach der Gründung des Wisconsin-Territoriums wurde er in das dortige territoriale Parlament gewählt. 1837 war er Präsident dieser Kammer. Im Jahr 1841 wurde er in das territoriale Repräsentantenhaus des Iowa-Territoriums gewählt; von 1843 bis 1845 war er US Marshal für den Bezirk Iowa. In den folgenden Jahren war er Rechtsanwalt in Burlington. Von 1852 bis 1853 fungierte er als Steuereinnehmer im Chariton-Land-District in Iowa. Isaac Leffler starb am 8. März 1866 in Chariton.